# 卡齐米日·恰尔内茨基
卡齐米日·恰尔内茨基（波蘭語：Kazimierz Czarnecki，1948年3月5日—），波兰男子举重运动员。他曾代表波兰参加1976年夏季奥林匹克运动会举重比赛，获得男子67.5公斤级铜牌。